# Сингармонизм
Сингармони́зм (от греч. συν- «с, вместе» и ἁρμονία «созвучие, гармония») — морфолого-фонетическое явление, состоящее в уподоблении гласных (иногда согласных) в рамках одного слова по одному или нескольким фонетическим признакам, таким как ряд, подъём (открытость) или огубленность. 
Явление сингармонизма присуще главным образом агглютинативным языкам. Сингармонизм по ряду и огубленности характерен для вокализма большинства тюркских языков. В западных языках финно-угорской группы действует закон гармонии гласных по ряду образования звуков (передний или задний). Для тибетского языка характерен сингармонизм по подъёму. В той или иной степени явление сингармонизма присутствует во многих языках мира (акан, игбо, бежтинский, такелма, сранан-тонго, сарамакканский, лингала, сесото, северный сото и др.).

## Соотношение сингармонизма и умлаута
Под сингармонизмом преимущественно понимается уподобление последующего гласного предыдущему (прогрессивный сингармонизм). Регрессивный сингармонизм называется умлаутом.

## Соотношение сингармонизма и аблаута
Аблаут от сингармонизма отличается отсутствием или необязательностью позиционной обусловленности. В то же время возможно одновременное существование сингармонизма и аблаута.

## Языки с гармонией гласных

### Тюркские языки

#### Казахский
Система гармонии гласных в казахском языке — это, прежде всего, передняя/задняя и глухая/звонкая системы (то есть гласные переднего и заднего рядов, согласные звонкие и глухие), но есть также система гармонии округления, не отображаемая на письме.

#### Турецкий
В турецком, как и в большинстве других тюркских языков, гласные делятся на передние, задние, и огубленные.  
За гласными переднего ряда могут следовать только гласные переднего ряда, за гласными заднего ряда — только гласные заднего ряда. Таким образом, все гласные в слове должны быть либо переднего (e, i, ö, ü), либо заднего (a, ı, o, u) ряда: gelmek «приходить» — geldi «пришел», kalmak «оставаться» — kaldı «остался». Тем не менее этому принципу не подчиняются составные слова, заимствования и некоторые исконно турецкие слова. В свою очередь, внутри этой передне-задней системы гласные делятся на огубленные (ö, ü, o, u) и неогубленные (a, e, i, ı): gülmek «смеяться» —  güldü «посмеялся», sormak «спрашивать» — sordu «спросил». 
Так же, если основа слова заканчивается на глухой согласный звук, то присоединяющееся окончание или суффикс также должен начинаться с глухого согласного: yapmak «делать» — yaptı «сделал». Точно так же, если слово заканчивается на звонкий согласный, то присоединяющаяся конструкция также должна начинаться со звонкого согласного: çizmek «рисовать» — çizdi «нарисовал». Кроме того, если слово заканчивается на гласный и краткую и (y) , то оно тоже начинается со звонкого согласного: istemek «хотеть» — istedi «хотел», koymak «ставить» — koydu «поставил»

#### Киргизский
В киргизском, как и в большинстве тюркских языков, сингармонизм затрагивает гласные и согласные звуки. Гласные подразделяются на передние, задние и огубленные. Согласные подразделяются на глухие и звонкие. Если слово заканчивается на глухой согласный звук, то присоединяющееся окончание или суффикс также должен начинаться с глухого согласного; если заканчивается на звонкий/краткий согласный, или гласный звук, то окончание будет звонкое.

### Монгольские языки
Сингармонизм представлен в современном халха-монгольском языке, государственном языке Монголии. Гласные делятся на передние, задние и нейтральные.  

### Уральские языки

#### Финский и карельский
Сингармонизм представлен в финском и карельском языках. 
В финском языке сингармонизм делит гласные на «передние» (ä, ö, y), «задние» (a, o, u) и «нейтральные» гласные (e, i). «Передние» гласные не могут встречаться в пределах одного простого слова с «задними» гласными, и наоборот. «Нейтральные» гласные могут встречаться в любых словах. Если корень образован «нейтральным» гласным, слово в целом выступает по правилам «передних» гласных. Сингармонизм в финском языке затрагивает окончания падежей. Те же правила применимы и к правилам сингармонизма в карельском языке.

#### Венгерский
Сингармонизм представлен в венгерском языке; он затрагивает как окончания падежей, так и числа.
Гласные делятся на «передние» (ö/ő, ü/ű), «задние» (a/á, o/ó, u/ú) и «нейтральные» гласные (i/í, e/é) с акутами для обозначения долготы. «Передние» гласные не могут встречаться в пределах одного простого слова с «задними» гласными, и наоборот. «Нейтральные» гласные могут встречаться в любых словах. Если корень образован «нейтральным» гласным, слово в целом выступает по правилам «передних» гласных. Тем не менее существуют исключения, особенно с некоторыми суффиксами или существительными, такими как слово fi, которое принимает суффиксы с задними гласными, так как это сокращённая форма слова fiú. Сингармонизм в венгерском языке затрагивает окончания падежей, за исключением суффикса эссива-формалиса -ként. 

## Отмирание сингармонизма
Прогрессивный сингармонизм (проявляющийся частично или полностью) исчез в эстонском и некоторых других финно-угорских и самодийских языках; в некоторых тюркских (литературном узбекском, уйгурском, крымчакском, урумском, балканских диалектах турецкого, саларском, сарыг-югурском) и японском языке. Этот процесс мог сопровождаться утратой фонематической важности категории ряда.
Умлаут частично или полностью исчез как позиционно обусловленное изменение и фактически превратился во вторичный аблаут, например, в германских языках (англ. goose «гусь» — geese), якутском (наличие дублетов вроде хатын//хотун «женщина»).